# Cecilia Davidsson
Cecilia Davidsson, född 29 juli 1963 i Tolg, numera bosatt i Vaxholm, är en svensk författare. Davidsson har främst gjort sig känd som novellförfattare och författare av lättlästa böcker. Hon är även lektor i kreativt skrivande vid Linnéuniversitetet.

## Biografi
Davidsson växte upp i Småland med sin tvillingsyster Helena Davidsson Neppelberg. Under uppväxten var hon bland annat barnflicka i Tyskland, något som hon senare skildrat i Detta ska passera (2018). Hon visste tidigt att hon ville arbeta med något skapande och riktade först in sig på måleri innan hon gick över till skrivande.
Hon studerade informationsteknik vid Högskolan i Växjö (1983-85) och fick sedan arbete som lokalredaktör för Smålandsposten i Älmhult. 1989 flyttade Davidsson till Stockholm. Hon studerade skrivande vid S:t Eriks folkhögskola i Sundbyberg 1990–1991. Hon flyttade senare till Vaxholm, där exempelvis barnboken Huset i dimman (2011) utspelar sig.

## Författarskap
Davidsson debuterade 1994 med novellsamlingen En av dessa nätter på Bonniers, för vilken hon belönades med Katapultpriset. Hon fortsatte att skriva fler novellsamlingar, något hon beskriver så här:
| ”                                        | Den är en rolig genre, och jävligt krävande. Oftast byggs den upp kring en enda scen, ett enskilt ögonblick av tillvaron, och där vill jag gärna befinna mig. Dröjer man kvar i ögonblicket kan man få syn på saker som man inte visste fanns... sådant som inte kan sägas eller upplevas på annat sätt än genom texten. Och så går det inte att slarva med orden när man skriver kort, det märks direkt. Jag gillar att vända och vrida på orden, karva och hyvla, dra ifrån och lägga till. Ibland känns det som om jag arbetar med hela kroppen. | „ |
| – Cecilia Davidsson i Tidningen Kulturen | |   |

Hennes noveller kretsar ibland kring det vardagliga. 2008 utkom hennes fjärde novellsamling, Det var länge sedan det var så här spännande, på Albert Bonniers Förlag. Hon har även skrivit flera romaner, med början 2005. Romanen Det man har och det man drömmer om, exempelvis, beskrivs som befriad från "varje uns av nostalgi. Istället dominerar en klaustrofobisk känsla". Marie Lundström säger i en radiorecension "Allt detta är väl fångat och det slår mig [...] att det finns flera svenska romaner som är världsmästare på att fånga en stämning, en något diffus men grunddeprimerad känsla. Och sen händer det inte så mycket mer." och vidare att romanen är välskriven men energilös, dock inte trött. I Detta ska passera använder Davidsson uppbruten kronologi för att berätta om barnflickan Sara.
1998 debuterade hon som barnboksförfattare med Tilda i toppen, en bilderbok som systern Helena Davidsson Neppelberg, illustrerat, på Alfabeta.
Cecilia Davidsson har återberättat till lättläst (LL) ett flertal verk av andra författare, inklusive Vilhelm Mobergs Utvandrarserie. Processen att bearbeta klassiker beskriver hon: "Jag läser långsamt originalboken med en blyertspenna i handen och försöker att stryka ned det som inte är väsentligt för historien. För det handlar till stor del om att ta bort. LL-versionen av Invandrarna har ungefär en tredjedel så lite text som originalboken." 2017 meddelade Bonnier Carlsen att de skulle ge ut fler böcker baserade på Tove Janssons Mumin-figurer, återberättade av Cecilia Davidsson.
Hon har även skrivit flera delar i läromedelsserien Läs i nivåer (utgivna på Almqvist & Wiksell och Liber).

## Övriga uppdrag
Davidsson sitter i juryn för Pär Lagerkvist-priset. Hon är även ledamot i Albert Bonniers stipendiefond för yngre och nyare författare som årligen delar ut 500 000 kronor.
Sedan 2014 innehar Davidsson den artonde stolen i Smålands akademi.

### Novellsamlingar
- 1994 – En av dessa nätter (noveller), Bonnier ISBN 91-0-055799-4
- 1998 – Utan pengar, utan bikini (noveller), Bonnier ISBN 91-0-056521-0
- 2002 – Vänta på vind (noveller), Bonnier ISBN 91-0-057873-8
- 2008 – Det var länge sedan det var så här spännande (noveller), Bonnier ISBN 978-91-0-011816-7
- 2015 – Höga berg, djupa dalar (noveller), Albert Bonniers Förlag ISBN 9789100145637

### Romaner
- 2005 – Sjunken hjärna (roman), Bonnier ISBN 91-0-010590-2
  - (på ryska, i översättning av Eleny Samuėl'son) Opuščenie mozga, Žurnal "Zvezda", 2007 ISBN 978-5-7439-0114-2
- 2011 – Det man har och det man drömmer om (roman), Bonnier ISBN 978-91-0-012475-5
- 2018 – Detta ska passera, Albert Bonniers Förlag ISBN 9789100174637

### Lättläst
- 2006 – Kafé Löftet (lättläst roman, tillsammans med Helena Davidsson Neppelberg), LL-förlaget ISBN 91-7053-076-9
- 2008 – Körkarlen (av Selma Lagerlöf, återberättad av Cecilia Davidsson) ISBN 9789170532108
- 2009 – Kvinnan som mötte en hund (av Elsie Johansson, återberättad av Cecilia Davidsson) ISBN 978-91-7053-299-3
- 2010 – I huvudet på Sigrid (lättläst roman), LL-förlaget ISBN 978-91-7053-308-2
- 2010 – Mor gifter sig (av Moa Martinson, återberättad av Cecilia Davidsson) ISBN 978-91-7053-315-0
- 2010 – Svart flicka, vit flicka (av Joyce Carol Oates, översatt och bearbetad av Cecilia Davidsson) ISBN 978-91-7053-331-0
- 2011 – Hundraåringen som klev ut genom fönstret och försvann (av Jonas Jonasson, återberättad av Cecilia Davidsson) ISBN 9789170533617
- 2012 – Tjock-Ida, LL-förlaget ISBN 978-91-7053-387-7
- 2012 – Röda rummet (av August Strindberg, återberättad av Cecilia Davidsson, med bilder av Anneli Furmark) ISBN 9789170534096
- 2013 – Var det bra så? (av Lena Andersson, återberättad av Cecilia Davidsson) ISBN 9789170534379
- 2013 – Hemsöborna (av August Strindberg, återberättad av Busk Rut Jonsson, reviderad av Cecilia Davidsson) ISBN 9789170534270
- 2015 – Utvandrarna (av Vilhelm Moberg, återberättad av Cecilia Davidsson, lättläst) ISBN 9789170535291
- 2016 – Invandrarna (av Vilhelm Moberg, återberättad av Cecilia Davidsson, lättläst) ISBN 9789188073105

### Barnböcker
- 1998 – Tilda i toppen (bilderbok, tillsammans med Helena Davidsson Neppelberg) ISBN 91-7712-822-2
  - (på danska, i översättning av Tom Havemann) Tilde på toppen, Gyldendal, 1998, ISBN 87-00-35218-7
- 2000 – Tilda och chokladbolletrollet (bilderbok, tillsammans med Helena Davidsson Neppelberg), Alfabeta ISBN 91-7712-897-4
- 2001 – Tilda och hajen (bilderbok, tillsammans med Helena Davidsson Neppelberg), Alfabeta ISBN 91-501-0046-7
- 2002 – Robban och Sura Siv (kapitelbok, tillsammans med Helena Davidsson Neppelberg), Alfabeta ISBN 91-501-0188-9
- 2003 – Prinsessan Tilda (bilderbok, tillsammans med Helena Davidsson Neppelberg), Alfabeta ISBN 91-501-0297-4
- 2005 – Dumma gubbe! (kapitelbok, tillsammans med Helena Davidsson Neppelberg), Alfabeta ISBN 91-501-0564-7
- 2007 – Gubben blir rik! (kapitelbok, tillsammans med Helena Davidsson Neppelberg), Alfabeta ISBN 978-91-501-0778-4
- 2008 – Mammas lilla Olle (bilderbok, tillsammans med Helena Davidsson Neppelberg), Alfabeta ISBN 9789150109177
- 2008 – Det spökar, gubben! (kapitelbok, tillsammans med Helena Davidsson Neppelberg), Alfabeta ISBN 9789150109054
- 2008 – Eskil & jag och den perfekta hämnden (kapitelbok), Alfabeta ISBN 9789150109627
- 2011 – Huset i dimman (kapitelbok), Alfabeta ISBN 978-91-501-1374-7
- 2013 – Lill-Pär och jag, Alfabeta ISBN 9789150115758
- 2018 – Julen kommer till Mumindalen: efter en berättelse av Tove Jansson[25] (bilderbok, tillsammans med Alex Haridi och Filippa Widlund) ISBN 9789163897511
- 2019 – Mumintrollen och den osynliga gästen: efter en berättelse av Tove Jansson (bilderbok, tillsammans med illustratören Filippa Widlund), Bonnier Carlsen ISBN 9789178032112

### Medverkan i antologier
- 20 bästa .doc (redaktör: Stephen Farran-Lee), Norstedt, 2000, LIBRIS-ID:7151328
- Noveller / översatta från svenska (på kambodjanska), med novellen "Mopedliv", ISBN 9789996382314

### Övrigt
- "Dialog om sättet att sluta stycken", med Tommy Olofsson, granskad artikel i HumaNetten[26]
- 2018 – Ur Smålands skafferi: folk, föda och färdigheter (redaktörer: Birgit Carlstén och Cecilia Davidsson), Votum förlag, ISBN 9789188435453

## Priser och utmärkelser
- 1995 – Katapultpriset för En av dessa nätter[4]
- 2004 – Ludvig Nordström-priset
- 2005 – De Nios Vinterpris
- 2009 – Sven Fagerbergs stipendium